# Ливингстон, Ян
Сэр Ян Ливингстон (англ. Ian Livingstone; 29 декабря 1949, Престбери, Чешир, Англия) — английский автор-фантаст и антрепренёр. Соавтор первой книги-игры The Warlock of Firetop Mountain из серии Fighting Fantasy и сооснователь Games Workshop.

## Биография
Ливингстон закончил Altrincham Grammar School для мальчиков с одной лишь пятёркой по географии. Ян сохранил тесные связи со школой, жертвовал деньги на обновление компьютерной техники, а также произнёс речь на вручении дипломов о втором образовании в 1998 году.

## Карьера

### Games Workshop
Совместно и Джоном Пиком и Стивом Джексоном
 основывает в начале 1970-х компанию Games Workshop, и занимается распространением ролевых игр Dungeons & Dragons и прочих от TSR, Inc
.
Под руководством Ливингстона и Джексона компания превращается из простой конторы, занимающейся рассылкой заказов по почте, в крупного и успешного игрового производителя, владельца сети магазинов. В июне 1977 года, частично для рекламы первого магазина Game Workshop, издаётся игровой журнал «White Dwarf», где Ливингстон выступал в качестве редактора в первых 74-х выпусках.
После открытия нескольких магазинов Ян и Стив совместно с Брайаном Анселлом (Bryan Ansell) основывают Citadel Miniatures в Ньюарке для производства фигурок для игр.

### Fighting Fantasy
В 1981 году Джексон и Ливингстон разрабатывают концепт смеси ролевой игры и книги, в результате получается серия Fighting Fantasy. Первая книга была написана в соавторстве Джексона и Ливингстона и направлена в издательство Penguin, от которого пришло пожелание «как можно больше книг в как можно короткое время». Последующие книги писались ими раздельно для скорости. Серия разошлась тиражами более 14 миллионов экземпляров, а одна из книг — Deathtrap Dungeon, тиражом более 300000 копий только в Великобритании.

### Видеоигровая индустрия
В середине 1980-х Ливингстон занимался дизайном игр для Domark и в 1993 году возвратился в компанию на этот раз как главный инвестор и член правления. В 1995 году Domark была приобретена Eidos и стала основной частью вновь созданной Eidos Interactive. В 2005 году Eidos была куплена компанией SCi, и Ливингстон остался единственным членом правления, сохранившим свой пост, получив при этом роль директора по приобретённым продуктам. Он занимался Tomb Raider: Anniversary, расширенной версии оригинальной игры, вышедшей в 2007 году.

### Награды
- Почётный доктор технологии Абертейского университета (2000).
- В 2002 году Ливингстон удостоился награды BAFTA Interactive Entertainment Awards за выдающийся вклад в сообщество.
- Ливингстон удостоен ордена Британской империи за «Службу компьютерной игровой индустрии» в 2006 году.